# Laoganma
Lao Gan Ma (chinesisch 老干妈) ist eine chinesische Marke verschiedener chinesischer Chili-Saucen. Übersetzt heißt Lao Gan Ma „alte Patentante“. Das Unternehmen wurde von Tao Huabi im Jahr 1997 gegründet. 2013 betrug der Wert des Unternehmens 600 Millionen US-Dollar. Das Markenzeichen der Sauce ist ein Porträt der Erfinderin Tao Huabi.

## Geschichte
1989 hatte die Chinesin Tao Huabi einen Nudelladen, in dem sie einfache Nudeln mit ihrer Chili-Sauce verkaufte, um ihre Familie als Witwe finanziell zu unterstützen. In dieser Zeit verdiente sie sich den Spitznamen „Patentante“, da sie bekannt dafür war, Studenten, die bei ihr aßen, Rabatte und etwas mehr Essen zu geben. In den frühen 90ern waren vor allem LKW-Fahrer ihre Kunden, denen sie zu Beginn die Chili-Sauce als Gratisgeschenk mitgab, sodass ihre Sauce durch Mundpropaganda in einem geographisch großen Gebiet berühmter wurde. 1994 hörte Tao auf Nudeln zu verkaufen und funktionierte ihren Nudelladen in einen Einkaufsladen für ihre Chili-Saucen um. 1997 gründete sie mit 49 Jahren die Firma Laoganma in der Provinz Guizhou. Zunächst hatte sie 40 Mitarbeiter. Die Massenproduktion der bekanntesten Chili-Sauce begann 1996 und wurde kurze Zeit später zu einem Verkaufsschlager. Heute verkauft Laoganma in über 30 Ländern 20 verschiedene Saucen, von fermentierten Sojabohnen bis hin zu aromatisiertem Hühner-Chili-Öl. Es werden täglich 1,3 Millionen Flaschen produziert. 
„Ich wurde einmal aus einem Bus geworfen, weil ich eine sehr große Tüte Nudeln mit mir trug. Auch in den schlimmsten Situationen habe ich nicht geweint, denn ich musste zwei Söhne ernähren.“ Tao Huabi

## Produktvarianten
Die bekanntesten Produktvarianten der Chili-Sauce sind mit schwarzen Bohnen, Spicy-Chili-Crisp und die Hot-Chili-Sauce. Daneben gibt es die Chili-Sauce mit Tomaten, Gemüse oder Pilzen.

## Fanartikel
Laoganma hat sowohl in China als auch im Ausland eine Fangemeinde. Auf der New York Fashion Week 2018 zierte das Gesicht von Tao Hubei Pullover, der gemeinsam mit dem Online-Shop Alibaba für 120 US-Dollar pro Stück vorgestellt wurde. Zur selben Zeit konnten im Rahmen einer Marketing-Aktion im Online-Shop von Laoganma zehn Pakete mit Kleidungsstücken und Chili-Saucen gekauft werden. Innerhalb von ein paar Sekunden waren alle Pakete ausverkauft.

## Dosierungshinweis
Laut einem Bericht von Test.de aus dem Jahr 2007 liegt der Dosierungshinweis für Laoganma in Deutschland bei einem Teelöffel aufgrund seines DEHP-Wertes. In dem Artikel steht allerdings auch „Die Europäische Kommission hat bereits ein Verbot für belastete Deckelgläser beschlossen. Lebensmittel, die den Grenzwert überschreiten, dürften ab 1. Juni 2008 nicht mehr verkauft werden.“ Insofern ist unklar, ob die Werte nach wie vor erhöht sind.